# Magnus Gustafsson
Magnus Gustafsson (Skåne, 3 januari 1967) is een voormalig Zweeds tennisser.
In 1991 stond hij op de 10e plaats van de ATP-ranglijst. Hij was toen 24 jaar. In dat jaar won hij het ATP-toernooi van München, Båstad en versloeg hij de Spaanse finalist Jordi Arrese op 't Melkhuisje in Hilversum. In 1993 was hij ook finalist op 't Melkhuisje, maar verloor van Carlos Costa.

## Davis Cup
Hij heeft in de Davis Cup gespeeld in 1991, 1992, 1993, 1994, 1998 en 1999. Hij heeft daarin tien wedstrijden gewonnen en vier verloren.

## Palmares

### Enkelspel
| Nr.                          | Datum            | Toernooi            | Ondergrond    | Tegenstander in finale | Score                      | Details |
| ---------------------------- | ---------------- | ------------------- | ------------- | ---------------------- | -------------------------- | ------- |
| Gewonnen finales             |                  |                     |               |                        |                            |         |
| 1.                           | 5 mei 1991       | ATP München         | Gravel        | Guillermo Pérez Roldán | 3-6, 6-3, 4-3, opgave      | Details |
| 2.                           | 14 juli 1991     | ATP Båstad          | Gravel        | Alberto Mancini        | 6-1, 6-2                   | Details |
| 3.                           | 28 juli 1991     | ATP Hilversum       | Gravel        | Jordi Arrese           | 5-7, 7-6(2), 2-6, 6-1, 6-0 | Details |
| 4.                           | 12 juli 1992     | ATP Båstad          | Gravel        | Tomás Carbonell        | 5-7, 7-5, 6-4              | Details |
| 5.                           | 25 juli 1993     | ATP Stuttgart       | Gravel        | Michael Stich          | 6-3, 6-4, 3-6, 4-6, 6-4    | Details |
| 6.                           | 16 januari 1994  | ATP Auckland        | Hardcourt     | Patrick McEnroe        | 6-4, 6-0                   | Details |
| 7.                           | 6 februari 1994  | ATP Dubai           | Hardcourt     | Sergi Bruguera         | 6-4, 6-2                   | Details |
| 8.                           | 24 maart 1996    | ATP Sint-Petersburg | Tapijt (i)    | Jevgeni Kafelnikov     | 6-2, 7-6(4)                | Details |
| 9.                           | 14 juli 1996     | ATP Båstad          | Gravel        | Andrej Medvedev        | 6-1, 6-3                   | Details |
| 10.                          | 12 oktober 1997  | ATP Singapore       | Tapijt (i)    | Nicolas Kiefer         | 4-6, 6-3, 6-3              | Details |
| 11.                          | 15 maart 1998    | ATP Kopenhagen      | Tapijt (i)    | David Prinosil         | 3-6, 6-1, 6-1              | Details |
| 12.                          | 12 juli 1998     | ATP Båstad          | Gravel        | Andrej Medvedev        | 6-2, 6-3                   | Details |
| 13.                          | 7 maart 1999     | ATP Kopenhagen      | Tapijt (i)    | Fabrice Santoro        | 6-4, 6-1                   | Details |
| 14.                          | 23 juli 2000     | ATP Amsterdam       | Gravel        | Raemon Sluiter         | 6-7(4), 6-3, 7-6(5), 6-1   | Details |
| Verloren finales             |                  |                     |               |                        |                            |         |
| 1.                           | 16 juli 1989     | ATP Gstaad          | Gravel        | Carl-Uwe Steeb         | 7-6, 6-3, 2-6, 4-6, 2-6    | Details |
| 2.                           | 12 november 1989 | ATP Stockholm       | Tapijt (i)    | Ivan Lendl             | 5-7, 0-6, 3-6              | Details |
| 3.                           | 12 mei 1991      | ATP Hamburg         | Gravel        | Karel Nováček          | 3-6, 3-6, 7-5, 6-0, 1-6    | Details |
| 4.                           | 4 augustus 1991  | ATP Kitzbühel       | Gravel        | Karel Nováček          | 6-7(2), 6-7(4), 2-6        | Details |
| 5.                           | 11 augustus 1991 | ATP Praag           | Gravel        | Karel Nováček          | 6-7(5), 2-6                | Details |
| 6.                           | 12 april 1992    | ATP Barcelona       | Gravel        | Carlos Costa           | 4-6, 6-7(3), 4-6           | Details |
| 7.                           | 20 juni 1993     | ATP Genua           | Gravel        | Thomas Muster          | 6-7(3), 4-6                | Details |
| 8.                           | 1 augustus 1993  | ATP Hilversum       | Gravel        | Carlos Costa           | 1-6, 2-6, 3-6              | Details |
| 9.                           | 14 november 1993 | ATP Antwerpen       | Tapijt (i)    | Pete Sampras           | 1-6, 4-6                   | Details |
| 10.                          | 10 augustus 1997 | ATP San Marino      | Gravel        | Félix Mantilla         | 4-6, 1-6                   | Details |
| 11.                          | 5 oktober 1997   | ATP Peking          | Hardcourt (i) | Jim Courier            | 6-7(10), 6-3, 3-6          | Details |
| 12.                          | 14 november 1999 | ATP Stockholm       | Hardcourt (i) | Thomas Enqvist         | 3-6, 4-6, 2-6              | Details |
| Gewonnen finales challengers |                  |                     |               |                        |                            |         |
| 1.                           | 12 juli 1987     | Tampere             | Gravel        | Conny Falk             | 6-2, 6-4                   |         |
| 2.                           | 16 juni 1991     | Keulen              | Gravel        | Marcos Górriz          | 6-2, 4-6, 6-2              |         |
| 3.                           | 9 juli 1995      | Braunschweig        | Gravel        | Stefano Pescosolido    | 4-6, 6-0, 7-6              |         |
| 4.                           | 25 februari 1996 | Cherbourg           | Hardcourt (i) | Kenneth Carlsen        | 6-7, 7-6, 6-4              |         |

### Dubbelspel
| Nr.                           | Datum            | Toernooi      | Ondergrond | Partner                | Tegenstanders in finale            | Score    | Details |
| ----------------------------- | ---------------- | ------------- | ---------- | ---------------------- | ---------------------------------- | -------- | ------- |
| Gewonnen finales heren dubbel |                  |               |            |                        |                                    |          |         |
| 1.                            | 12 juli 1998     | ATP Båstad    | Gravel     | Magnus Larsson         | Lan Bale Piet Norval               | 6-4, 6-2 | Details |
| Verloren finales heren dubbel |                  |               |            |                        |                                    |          |         |
| 1.                            | 14 februari 1988 | ATP Rotterdam | Tapijt (i) | Diego Nargiso          | Patrik Kühnen Tore Melnecke        | 6-7, 6-7 | Details |
| 2.                            | 31 juli 1988     | ATP Hilversum | Gravel     | Guillermo Pérez Roldán | Sergio Casal Emilio Sánchez        | 6-7, 3-6 | Details |
| 3.                            | 12 februari 1989 | ATP Rotterdam | Tapijt (i) | Jan Gunnarsson         | Miloslav Mečíř Milan Srejber       | 6-7, 0-6 | Details |
| 4.                            | 14 juli 1991     | ATP Båstad    | Gravel     | Anders Järryd          | Rikard Bergh Ronnie Båthman        | 4-6, 4-6 | Details |
| 5.                            | 28 juli 1991     | ATP Hilversum | Gravel     | Francisco Clavet       | Richard Krajicek Jan Siemerink     | 5-7, 4-6 | Details |
| 6.                            | 12 juli 1992     | ATP Båstad    | Gravel     | Christian Bergström    | Tomás Carbonell Christian Miniussi | 4-6, 5-7 | Details |
| 7.                            | 13 juli 1997     | ATP Båstad    | Gravel     | Magnus Larsson         | Nicklas Kulti Mikhail Tillstrom    | 0-6, 3-6 | Details |

## Resultaten grandslamtoernooien
| Legenda | Legenda                          |
| ------- | -------------------------------- |
| g.t.    | geen toernooi gehouden           |
| l.c.    | lagere categorie                 |
| –       | niet deelgenomen                 |
| G       | uitgeschakeld in de groepsfase   |
| 1R      | uitgeschakeld in de eerste ronde |
| 2R      | uitgeschakeld in de tweede ronde |
| 3R      | uitgeschakeld in de derde ronde  |
| 4R      | uitgeschakeld in de vierde ronde |
| KF      | uitgeschakeld in de kwartfinale  |
| HF      | uitgeschakeld in de halve finale |
| F       | de finale verloren               |
| W       | het toernooi gewonnen            |
| w-v     | winst/verlies-balans             |

### Enkelspel
| Toernooi              | 1988                        | 1989                        | 1990   | 1991   | 1992  | 1993   | 1994   | 1995   | 1996  | 1997   | 1998   | 1999   | 2000  | 2001   | Carrière w-v |
| --------------------- | --------------------------- | --------------------------- | ------ | ------ | ----- | ------ | ------ | ------ | ----- | ------ | ------ | ------ | ----- | ------ | ------------ |
| Grandslamtoernooien   |                             |                             |        |        |       |        |        |        |       |        |        |        |       |        |              |
| Australian Open       | 3R                          | 4R                          | 2R     | 3R     | 2R    | 1R     | KF     | –      | –     | 2R     | 3R     | –      | –     | –      | 16-9         |
| Roland Garros         | 4R                          | 1R                          | 4R     | 3R     | 2R    | 1R     | 2R     | 2R     | 1R    | 2R     | 3R     | 1R     | 1R    | 1R     | 14-13        |
| Wimbledon             | 2R                          | 1R                          | –      | 2R     | –     | 1R     | –      | –      | 4R    | 2R     | 3R     | 1R     | 3R    | 1R     | 10-10        |
| US Open               | –                           | 1R                          | –      | –      | 1R    | 1R     | –      | –      | 1R    | 2R     | 1R     | 1R     | 1R    | 1R     | 2-9          |
| Winst-verlies         | 6-3                         | 3-4                         | 4-2    | 5-3    | 2-3   | 0-4    | 5-2    | 1-1    | 3-3   | 4-4    | 6-4    | 0-3    | 2-3   | 0-3    | 41-42        |
| Tennis Masters Cup    |                             |                             |        |        |       |        |        |        |       |        |        |        |       |        |              |
| ATP World Tour Finals | –                           | –                           | –      | –      | –     | –      | –      | –      | –     | –      | –      | –      | –     | –      | 0-0          |
| ATP Masters 1000      |                             |                             |        |        |       |        |        |        |       |        |        |        |       |        |              |
| Indian Wells          | Geen Masters 1000 Voor 1990 | Geen Masters 1000 Voor 1990 | –      | –      | 3R    | –      | –      | –      | –     | –      | –      | –      | –     | –      | 2-1          |
| Miami                 | Geen Masters 1000 Voor 1990 | Geen Masters 1000 Voor 1990 | –      | 3R     | 2R    | –      | –      | –      | –     | –      | –      | –      | –     | –      | 1-2          |
| Monte Carlo           | Geen Masters 1000 Voor 1990 | Geen Masters 1000 Voor 1990 | 1R     | KF     | 1R    | 2R     | 3R     | –      | KF    | 1R     | 1R     | –      | –     | 3R     | 12-9         |
| Stockholm/Stuttgart   | Geen Masters 1000 Voor 1990 | Geen Masters 1000 Voor 1990 | 3R     | –      | 3R    | 3R     | –      | 2R     | KF    | 2R     | 2R     | –      | –     | –      | 12-7         |
| Rome                  | Geen Masters 1000 Voor 1990 | Geen Masters 1000 Voor 1990 | 3R     | 2R     | –     | 2R     | –      | –      | –     | 1R     | –      | –      | –     | –      | 4-4          |
| Hamburg               | Geen Masters 1000 Voor 1990 | Geen Masters 1000 Voor 1990 | KF     | F      | –     | KF     | KF     | –      | –     | 2R     | 2R     | –      | –     | 1R     | 15-7         |
| Montréal/Toronto      | Geen Masters 1000 Voor 1990 | Geen Masters 1000 Voor 1990 | –      | –      | –     | –      | –      | –      | 1R    | –      | –      | –      | –     | –      | 0-1          |
| Cincinnati            | Geen Masters 1000 Voor 1990 | Geen Masters 1000 Voor 1990 | –      | –      | –     | –      | –      | –      | –     | –      | –      | –      | –     | –      | 0-0          |
| Parijs                | Geen Masters 1000 Voor 1990 | Geen Masters 1000 Voor 1990 | 2R     | –      | –     | 3R     | –      | 1R     | HF    | 3R     | KF     | –      | 2R    | –      | 13-7         |
| Olympische Spelen     |                             |                             |        |        |       |        |        |        |       |        |        |        |       |        |              |
| Olympische Spelen     | –                           | n.v.t.                      | n.v.t. | n.v.t. | 2R    | n.v.t. | n.v.t. | n.v.t. | 2R    | n.v.t. | n.v.t. | n.v.t. | –     | n.v.t. | 2-2          |
| Statistieken          |                             |                             |        |        |       |        |        |        |       |        |        |        |       |        |              |
| Totaal aantal titels  | 0                           | 0                           | 0      | 3      | 1     | 1      | 2      | 0      | 2     | 1      | 2      | 1      | 1     | 0      | 14           |
| Totaal winst-verlies  | 24-19                       | 23-18                       | 26-15  | 52-17  | 31-23 | 52-30  | 30-11  | 11-11  | 37-17 | 26-20  | 40-21  | 22-20  | 17-14 | 19-18  | 415-260      |
| Eindejaarsranking     | 51                          | 34                          | 31     | 12     | 47    | 14     | 33     | 84     | 17    | 37     | 32     | 60     | 82    | 82     |              |

### Mannendubbelspel
| Toernooi        | 1988 | 1989 | 1990 |
| --------------- | ---- | ---- | ---- |
| Australian Open | 2R   | 1R   | 1R   |
| Roland Garros   | 1R   | 1R   | –    |
| Wimbledon       | 1R   | 1R   | –    |
| US Open         | –    | 1R   | –    |